# The Heroes
The Heroes è un romanzo autoconclusivo collegato alla trilogia fantasy de La Prima Legge (The First Law) dello scrittore britannico Joe Abercrombie. Il romanzo è stato pubblicato nel Regno Unito da Gollancz nel 2011 e in seguito tradotto in Italia l'anno dopo.

## Trama
Il romanzo narra dell'ultima battaglia fra l'Alleanza ed il Nord. Intorno a questa battaglia si intrecciano le vicende di vari personaggi.

## Personaggi

### L'Alleanza

#### L'Alto Comando
- Lord Maresciallo Kroy: comandante in capo dell'esercito di Sua Maestà nei territori del Nord.
- Colonnello Felnigg: Capo di Stato Maggiore di Kroy, un uomo dal mento molto sfuggente.
- Colonnello Bremer Dan Gorst (P.O.V.): Osservatore Reale della Guerra del Nord e maestro di spada caduto in disgrazia, un tempo Primo Cavaliere del Re. Innamorato di Finree Dan Brock, è sicuramente uno dei migliori combattenti del libro tanto da riuscire a sconfiggere Whirrum di Bligh. Ha una voce estremamente sottile ed infantile e per questo, nonostante la sua abilità di guerriero, molti lo prendono in giro dietro le spalle.
- Grinza e Liscio: fedeli servitori di Bremer, un vecchio e rugoso e l'altro giovane e liscio.
- Bayaz, il Primo Mago: è un esperto conoscitore della Nobile Arte, appresa da Juvens, fratello del Sommo Creatore Kanedias. Bayaz non è solamente in grado di far bruciare il legno, può anche, fra l'altro, far esplodere oggetti, soffocare o rinvigorire le persone. Bayaz mantiene da secoli un posto riservato nel Consiglio Ristretto ovvero la cerchia privata di consiglieri del Re.
- Yoru Zolfo: il maggiordomo di Bayaz, guardia del corpo e capo contabile.
- Denka e Saurizin: due anziani Adepti dell'Università di Adua, accademici incaricati di condurre un esperimento per conto di Bayaz riguardante una nuova nuova invenzione: il cannone.

#### La divisione di Jalenhorm
- Generale Jalenhorm: vecchio amico del Re, incredibilmente giovane per il ruolo che ricopre; un uomo coraggioso ma spesso un po' goffo nel comando.
- Retter: trombettiere personale di Jalenhorm di soli tredici anni.
- Colonnello Vallimir: ambizioso ufficiale comandante del Primo Reggimento Personale del Re.
- Primo Sergente Forest: sottufficiale capo del Primo Reggimento. Diretto superiore di Tunny.
- Caporale Tunny (P.O.V.): profittatore di vecchia data e portastendardo del Primo Reggimento. Cerca di evitare il più possibile la lotta e sarà chiamato da Forest ad occuparsi dei novellini Tuorlo, Matassa, Chiodo e Stringa.
- Cavalleggeri Tuorlo, Matassa, Chiodo e Stringa: reclute sprovvedute, assegnate a Tunny in qualità di messaggeri. Moriranno tutti a parte Tuorlo, il quale secondo le parole e il distorto giudizio di Tunny diverrà un soldato modello.
- Colonnello Wetterlant: puntiglioso ufficiale comandante del Sesto Reggimento.
- Maggiore Culfer: timoroso secondo in comando di Wetterlant.
- Sergente Gaut e soldato semplice Rose: soldati del Sesto Reggimento.
- Maggiore Popol: Comandante del primo battaglione del Reggimento Rostod.
- Capitano Lasmark: un povero capitano del Reggimento Rostod.
- Colonnello Vinkler: coraggioso ufficiale comandante del Tredicesimo Reggimento.

#### La divisione di Mitterick
- Generale Mitterick: soldato professionista, con tanto mento e poca lealtà, descritto come una persona acuta ma avventata.
- Colonnello Opker: Capo di Stato Maggiore di Mitterick.
- Tenente Dimbik: un giovane ed insicuro ufficiale nelle truppe di Mitterick.

#### La divisione di Meed
- Lord Governatore Meed: un soldato dilettante con collo simile a quello di una tartaruga. In tempo di pace governa l'Angland, e di lui si dice che odi gli Uomini del Nord come un maiale odia i macellai.
- Colonnello Harod Dan Brock: onesto lavoratore, membro del gruppo di Meed, figlio di un famigerato traditore e marito di Finree.
- Finree Dan Brock (P.O.V.): la maligna ed ambiziosa moglie del Colonnello Brock, figlia del Lord Maresciallo Kroy. Di lei è innamorato Bremer Dan Gorst.
- Colonnello Brint: membro anziano del gruppo di Meed, vecchio amico del Re.
- Aliz Dan Brint: l'ingenua e giovane moglie del Colonnello Brint. Amica di Finree.
- CapitanoHardrick: un ufficiale del gruppo di Meed, amante dei pantaloni molto stretti.

#### I sostenitori di Mastino
- Mastino: Capo degli Uomini del Nord che combattono con l'Alleanza. Compagno di vecchia data di Novedita il Sanguinario, un tempo amico intimo di Dow il Nero e ora suo acerrimo nemico. Quando verrà siglata la pace otterrà delle terre tutte sue. Il Nero lo stima e lo rispetta ancora molto. Odia Calder perché il principe ha fatto uccidere Forley il Debole, suo vecchio compagno.
- Capparossa: il Secondo di Mastino, che, per l'appunto, indossa un cappuccio rosso.
- Scorzadura: uno dei Nominati, uomo di grande esperienza a capo di una dozzina di soldati al servizio di Mastino. Soldato della vecchia scuola molto simile a Curden per i modi di fare.
- Corvorosso: uno degli Scagnozzi di Scorzadura.

### Il Nord

#### Intorno al trono di Skarling
- Dow il Nero: Protettore del Nord, o suo usurpatore, dipende a chi domandiate, comanda gli Uomini del Nord. Un tempo era un compagno di Logen Novedita il Sanguinario insieme a Rudd Tretronchi, Mastino, Harding il Cupo, Tul Duru Testadituono e Forley il Debole. È nemico del principe Calder il quale cerca di spodestarlo, riuscendoci dopo la sua morte.
- Piedemonco: il Secondo di Dow il Nero, ossia Prima Guardia del Corpo e leccaculo.
- Ishri: consigliera di Dow il Nero; una strega proveniente dal deserto del Sud, nonché nemica giurata di Bayaz.
- Caul il Brivido: uno dei Nominati, sfregiato e con un occhio di metallo, alcuni dicono che sia il cagnolino di Dow il Nero ma alla fine del libro ne causerà la morte. È coinvolto nella caduta in disgrazia di Bremer Dan Gorst.
- Curden lo Strozzato (P.O.V.): uno dei Nominati, un uomo tutto d'un pezzo dai vecchi valori. Un tempo era il Secondo di Rudd Tretronchi, il quale gli dette anche il suo soprannome, poi amico intimo di Bethod ed ora è il Capo di una dozzina al servizio di Dow il Nero. Molto amico di Calder anche se non potrà evitare di tradirlo quando questi cercherà di tramare contro Dow il Nero.
- Portento: tosta seconda di Curden. Alla fine del romanzo farà carriera sotto Calder.
- Whirrum di Bligh: membro della dozzina di Curden, è un famoso eroe dell'estremo Nord, brandisce la Madre delle Spade. È anche noto come Whirrum il Tocco, perché si dice che non abbia tutte le rotelle a posto, dopo che gli è stata spaccata la testa. Si tratta di uno dei guerrieri più forti e conosciuti del romanzo. Verrà ucciso da Bremer Dan Gorst.
- Yon il Gaio, Brack-i-Dayn, Corry Passofelpato, Agrick, Athroc e Drofd: membri della dozzina dello Strozzato.

#### Gli uomini di Toro
- Toro: figlio maggiore di Re Bethod, attualmente è il più debole dei cinque Capi di Guerra di Dow il Nero; forte come un toro, coraggioso come un toro, ma anche con il cervello di un toro. Tiene molto a suo fratello Calder. Diverrà Re del Nord dopo la morte di Dow il Nero in quanto figlio maggiore di Bethod.
- Pallido: un tempo uno dei Capi di Guerra di Bethod, ora è il secondo del Toro.
- Occhio Bianco Hansul: uno dei Nominati, cieco da un occhio, un tempo era l'araldo di Bethod.
- Principe Calder (P.O.V.): il figlio più giovane di Bethod, un infame codardo complottatore, all'inizio del romanzo è esiliato per aver suggerito la pace. Verrà richiamato dal suo nemico Dow il Nero che alla fine riuscirà a spodestare grazie all'aiuto di Bayaz, di Caul il Brivido e dello Straniero Che Bussa.
- Seff: la moglie, incinta, di Calder e figlia di Caul Reachey.
- Affondo e Taglio: una coppia di assassini, guardano le spalle a Calder nella speranza di ottenere ricchezze.

#### Gli uomini di Caul Reachey
- Caul Reachey: uno dei cinque Capi di Guerra di Dow il Nero un anziano guerriero, uomo di grande onore, padre di Seff e suocero di Calder. Per amore della figlia, promette di non aiutare ne ostacolare il tentativo di Calder di spodestare Dow il Nero.
- Brydian la Tempesta: uno dei Nominati di Reachey, un tempo parte delle dozzina di Curden lo Strozzato. Viene incaricato di badare alle nuove reclute ma quando le avrà perse tutte tranne Beck rientrerà nel gruppo di Curden lo Strozzato portandosi dietro il ragazzo.
- Beck (P.O.V.): un giovane contadino in cerca di gloria sul campo di battaglia, figlio di Shama Senzacuore. Si guadagnerà immeritatamente il soprannome de il Rosso. Ucciderà per errore il compagno Reft.
- Reft, Colving, Stodder e Brat: altri ragazzi arruolati di forza con Beck.

#### Gli uomini di Glamail Dorato
- Glama il Dorato: uno dei cinque Capi di Guerra di Dow il Nero, fastidiosamente vanitoso, sotto Bethod era stato rinchiuso in un feudo insieme a Cairm Testaferrata suo odiato nemico e per questo detesta Toro e Calder figli di Bethod.
- Sutt il Freddo: un Nominato di Glama il Dorato noto per la sua avidità.
- Lievesonno: uno Scagnozzo al servizio del Dorato.

#### Gli uomini di CairmTestaferrata
- Cairm Testaferrata: uno dei cinque Capi di Guerra di Dow il Nero, notoriamente cocciuto, sotto Bethod era stato rinchiuso in un feudo insieme a Glama il Dorato suo odiato nemico e per questo detesta Toro e Calder figli di Bethod.
- Riccio: un intrepido esploratore.
- Rabbia: un pazzo tagliatore di teste.
- Corda: uno sciocco arciere.

#### Altri
- Brodd Diecivie: il più leale dei cinque Capi di Guerra di Dow il Nero, brutto come l'incesto.
- Lo Straniero Che Bussa: un gigantesco e fortissimo selvaggio ossessionato dalla civiltà, capo di tutte le terre ad est di Crinna. Il suo corpo è completamente coperto dalle cicatrici dei suoi scontri.

#### Giù nella Melma
(morti effettivi, morti presunti e morti da tempo)
- Bethod: il primo Re degli Uomini del Nord, padre di Toro e Calder.
- Skarling Senzacappa: leggendario eroe che un tempo unì il Nord contro l'Alleanza.
- Logen Novedita il Sanguinario: così chiamato perché ha perso un dito in battaglia. Un tempo era il campione di Bethod, ruolo in cui si distinse per la sua ferocia e fu soprannominato il Sanguinario[3], divenendo l'uomo più temuto di tutto il Nord. È stato per un breve periodo Re degli Uomini del Nord, prima di venire ucciso da Dow il Nero (almeno così dicono). Mastino era uno dei suoi più grandi amici.
- Rudd Tretronchi: onorato Capo di Uffrith, combatté contro Bethod e fu sconfitto in duello da Novedita il Sanguinario (in realtà da Fenris il Temuto) di cui una volta era secondo e compagno insieme a Dow il Nero, Mastino, Harding il Cupo, Tul Duru Testadituono e Forley il Debole.
- Shama Senzacuore: famoso campione ucciso da Novedita il Sanguinario. Padre di Beck.
- Forley il Debole: combattente notoriamente debole, compagno di Novedita il Sanguinario, assieme a Rudd Tretronchi, Dow il Nero, Harding il Cupo, Tul Duru Testadituono e Mastino. Fatto uccidere da Calder.

## Edizioni
- Joe Abercrombie, Il richiamo delle spade, traduzione di Claudia Costantini e Serena Vischi, Gargoyle, 2013,  p. 710.